# Nationaal-bolsjewisme
Nationaal-bolsjewisme (Russisch: национал-большевизм; natsional-bolsjevism) is een thans in Rusland populaire politieke stroming, die ultranationalisme en bolsjewisme combineerd. Deze stroming trekt vooral de aandacht trekt van jonge ontevreden Russen. Het bolsjewistische element bestaat vooral het beeld dat deze stroming van zichzelf heeft als een bewuste voorhoede die streeft naar de macht om een revolutionaire omwenteling te bewerkstelligen (naar analogie met de dictatuur van het proletariaat).

## Russische nationaal-bolsjewisten
Het nationaal-bolsjewisme vindt zijn wortels in de jaren dertig in Parijs, waar een groep jonge Russische emigranten de Unie van Russische Nationaal-Bolsjewisten (URNB) oprichtte. Zij keerden zich fel tegen het communisme (het internationale socialisme of bolsjewisme) in Sovjet-Rusland, evenals tegen het dialectisch materialisme, maar ze waren wel extreemlinks. Een van de voormannen van de Russische nationaal-bolsjewisten in Parijs was Lev Borisovitsj Savinkov, de zoon van de in 1925 gestorven oud-terrorist Boris Savinkov (1879-1925). Ook de zoon van de Russische schrijver Andrejev behoorde tot deze groep, evenals tal van intellectuelen. Door de Franse politie werden ze in de gaten gehouden, omdat men vreesde dat het Sovjet-spionnen van de GPOe (later: OGPU en NKVD) waren, terwijl men ze in de Sovjet-Unie bestempelden als 'contra-revolutionair' en 'reactionair'.
De URNB verdween in het buitenland na de Tweede Wereldoorlog. Halverwege de jaren tachtig doken er echter binnen de Sovjet-Unie 'studiegroepen' en 'culturele clubs' op. (Ondanks de perestrojka waren politieke partijen, buiten de CPSU, nog altijd verboden.) Deze clubs (waaronder Pamjat, oorspronkelijk een vereniging die zich inzette voor het behoud van historische panden en monumenten) propageerden een vreemde mengeling van communistische ideeën (deels ontleend aan het Stalinisme), chauvinisme, antisemitisme en antivrijmetselarij.

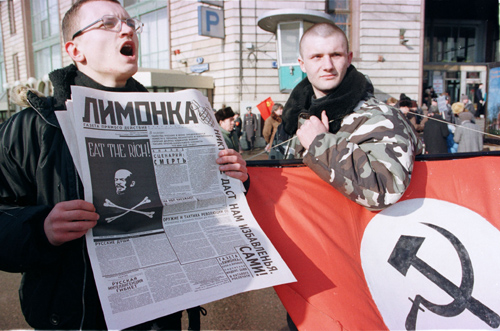
Leden van de Nationaal-Bolsjewistische Partij met hun partijkrant en -vlag

Na de val van de Sovjet-Unie in 1991 konden de culturele clubs worden omgezet in politieke partijen. Een van die partijen is de Russische Nationaal-Bolsjewistische Partij (NBP). Ondanks het 'bolsjewisme' in haar naam, is de partij niet-marxistisch, maar bedient zich wel van marxistische terminologie. De partij is tegenstander van buitenlandse invloed in Rusland en is soms licht antisemitisch. De NBP trekt met haar Russisch chauvinisme veel jongeren aan, alsook gedesillusioneerden en oud-communisten. Wie de vlag van de NBP ziet, denkt meteen aan de Sovjet-Unie (hamer en sikkel), maar misschien ook die van nazi-Duitsland (rode vlag met witte cirkel, hamer en sikkel waar de swastika op de nazi-vlag staat). In feite geeft deze vlag aan dat de NBP geen vastomlijnde ideologie heeft en zich beroept op allerlei ideologen (Nikolaj Boecharin, Nieuwe Economische Politiek, corporatisme, populisme, Gregor Strasser, Otto Strasser, Leo Savinkov enz.). Men kan de partij daarom ook moeilijk indelen bij rechts of links.

## Nationaal-bolsjewisme in Duitsland
Het Duitse nationaal-bolsjewisme is ontstaan in het Rijnland, begin jaren twintig. Een aantal vooraanstaande leden van de Kommunistische Partei Deutschlands (KPD) streefde toen samenwerking na met de pas opgerichte NSDAP (nationaalsocialisten; nazi's). Binnen de nazipartij streefden enkele vooraanstaanden samenwerking met de KPD na, onder wie Joseph Goebbels, Otto Strasser en Gregor Strasser (dit waren leden van de linkervleugel van de nazipartij). Deze samenwerking kwam in 1923 tot stand, maar duurde maar enkele maanden (er werd zelfs een compromisvlag ontworpen, met zowel nazistische als bolsjewistische elementen op die vlag). Op de nazi-congressen spraken communistische gastsprekers en andersom.
Na het uiteenvallen van het samenwerkingsverband tussen de nazipartij en de KPD in 1923, traden een aantal communisten uit de KPD en werden nationaal-communisten. Zij omhelsden weliswaar de communistische ideologie, maar wezen het internationalisme af. De thuisbasis van deze Duitse 'nationaal-bolsjewisten' was in het geïndustrialiseerde Rijnland, waar veel nationalistische arbeiders woonden en werkten. Binnen de nazipartij bleef de socialistische vleugel tot 1930 actief, toen de gebroeders Strasser werden tegengewerkt en uiteindelijk uit de partij stapten. Het in 1930 door Otto Strasser opgerichte Zwart Front keerde zich zowel tegen de nazi's als tegen de communisten, maar was wel socialistisch. Na de machtsovername van Hitler in januari 1933 ging Otto Strasser naar het buitenland, terwijl broer Gregor in de Nacht van de Lange Messen (1934) werd vermoord. Otto Strassers 'nationaal-revolutionaire' ideeën staan niet ver af van de ideeën van de Russische nationaal-bolsjewisten.

## Stalinisme en nationaal-bolsjewisme
Hoewel Stalin officieel tegen het nationaal-bolsjewisme was, moet worden gezegd dat de vrij chauvinistische Voorwaarts-groep (zogenoemd naar de gelijknamige krant) waar o.a. Maksim Gorki en Loenatsjarki lid van waren, nooit werd vervolgd (Gorki werd mogelijk vergiftigd, maar dat is niet bewezen, Loenatsjarki stierf een natuurlijke dood). Het Stalinisme bevatte ook tal van nationalistische en Groot-Russische elementen.
De semi-religieuze God-bouwers-beweging (waar Loenatsjarki en Gorki de belangrijkste leden van waren), wees Westers cultureel gedachtegoed totaal af en men beschouwde dit als decadent. De gecultiveerden Gorki en Loenatsjarki streefden naar een soort vaag spiritueel-marxisme (wat Lenin overigens fel afwees) en probeerden een soort spiritualiteit binnen het marxisme te creëren, omdat in hun ogen de natuurlijke mens behoefte heeft aan een zekere niet-materialistische spiritualiteit. Daarnaast geloofden ze dat de revolutionaire beweging in Rusland een Russisch-nationaal element bezat en dat men het Westen niet kon vertrouwen. De God-bouwers en de Voorwaarts-leden hadden zich ingenesteld in de Proletcult, de communistische culturele organisatie die naar volkskunst streefde. Individualistische kunstvormen en expressionisme waren in de ogen van Proletcult 'Westers'. Kunst moest opvoedend en begrijpelijk zijn, zoals in hun ogen de Russische kunst altijd was geweest. Dit socialistisch realisme (dat zeker onder Stalin religieuze en nationale elementen bezat), werd een van de hoofdpunten van het stalinisme.
In feite kan men de Voorwaarts-groep en de God-bouwers-beweging zien als voorlopers van het Russische nationaal-bolsjewisme omdat het in feite onmogelijke zaken combineert (nationalisme met internationalisme, spiritualiteit met materialisme enz.), iets wat het huidige nationaal-bolsjewisme ook doet.
Bijzondere ideologische combinaties, politieke bondgenootschappen en politieke wendbaarheid waren ook kenmerkend voor Andrej Zjdanov die in de jaren '30 op ideologische gronden het Hitler-Stalin Pakt verdedigde en na de Tweede Wereldoorlog de idee stimuleerde dat de wereld uit twee kampen zou bestaan: 'de anti-democratische imperialisten' onder leiding van de Verenigde Staten en de 'democratische anti-imperialisten' onder leiding van de Sovjet-Unie. Hij werd in 1948 om onbekende redenen op dood spoor gezet en door Stalin geliquideerd.

## Doorwerking
Er zijn kenmerken van het nationaal-bolsjewisme terug te vinden in het moderne Eurazianisme van de met Vladimir Poetin sympathiserende ideoloog Aleksandr Doegin.

## Nationaal-bolsjewistische partijen of groepen
- Mladorossi (Russische ballingen, 1923-1945)
- Nationaal-Bolsjewistische Partij (Russische Federatie, 1992-2005)
- Eurazïe-partij (Russische Federatie, 2002-)
- Parti français national communist/ Parti français national-collectiviste (Frankrijk, 1934-1944)
- Unité radicale (Frankrijk, 1998-2002)
- Alte Sozialdemokratische Partei Deutschlands (Duitsland, 1927-1932)
- Lechi (Mandaatgebied Palestina, 1940-1948)